# Santiago de Piães
Santiago de Piães ist eine Gemeinde (Freguesia) im portugiesischen Kreis Cinfães mit 1607 Einwohnern (Stand 19. April 2021).